# Кьо-Танґо

Кьо́-Танґо́ (яп. 京丹後市, きょうたんごし, МФА: [kʲoː tango ɕi]?) — місто в Японії, в префектурі Кіото.     Отримало статус міста 2004 року. Площа становить 501,84 км². Станом на 1 жовтня 2017 року населення складало 53 367  осіб, густота населення — 106 осіб/км².     

## Історія
Кьо-Танґо отримало статус міста 1 квітня 2004 року.

## Уродженці
- Кімура Джіроемон — японський довгожитель.